# Stein (cráter)

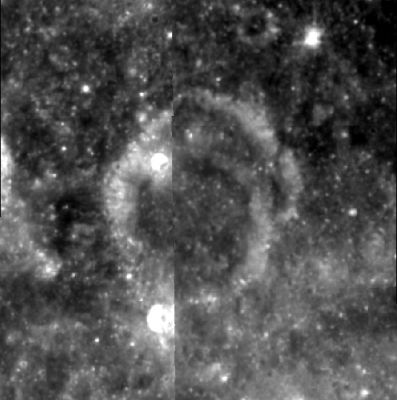
Fotografía de la misión Clementine (1994)

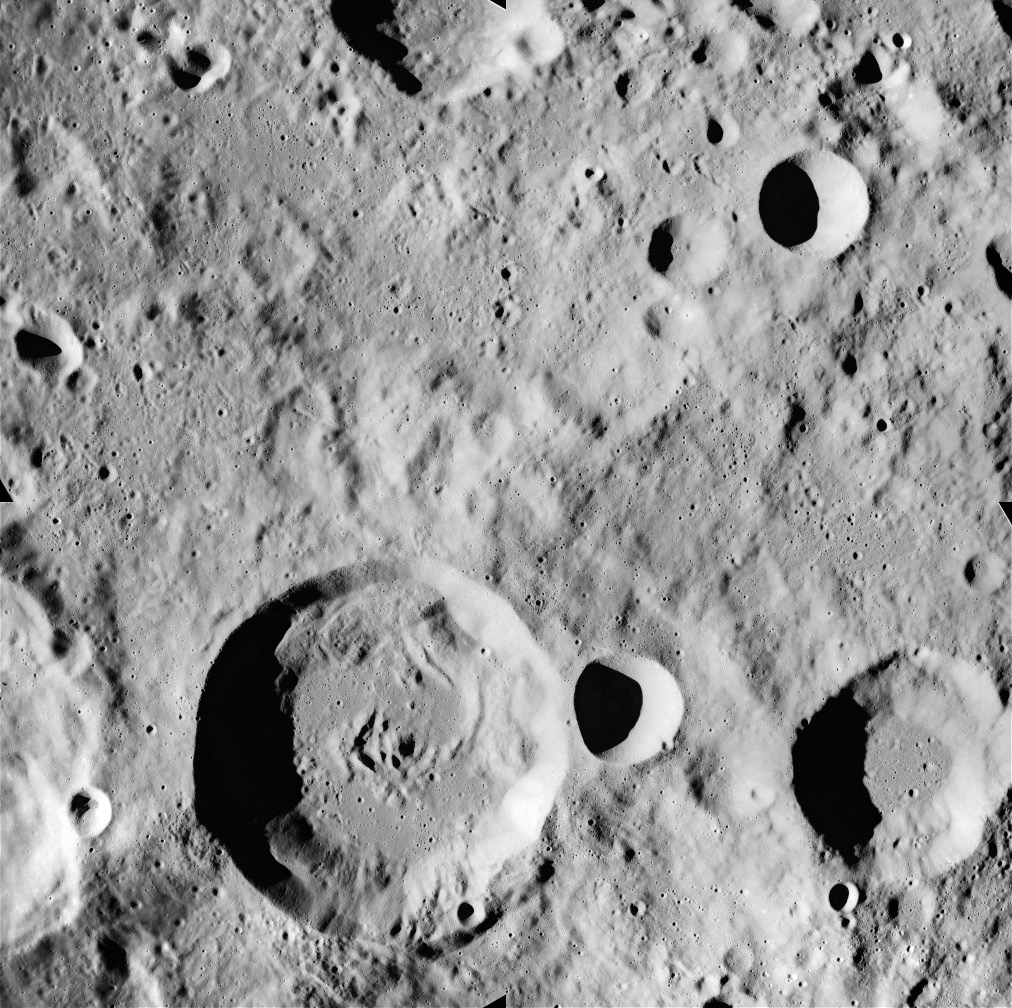
Fotografía de la misión Apolo 16

Stein es un cráter de impacto, un formación alargada que se encuentra justo al este del cráter más grande Tiselius, en la cara oculta de la Luna. Más al este-sureste de Stein se encuentra Krasovskiy.
Este cráter tiene una forma asimétrica, con una protuberancia hacia el exterior en el borde norte-noreste. El cráter resultante tiene más o menos forma de huevo, con una amplia cornisa en la zona noroeste. El cráter restante es una depresión en forma de cuenco con pendientes simples en las paredes internas y un suelo interior casi sin rasgos distintivos. El borde exterior no se ha erosionado significativamente, y está marcado solamente por un cratercillo minúsculo sobre el borde meridional. También aparecen pequeños cráteres en la base de la pared interior en el lado norte-noroeste.

## Cráteres satélite
Por convención estos elementos son identificados en los mapas lunares poniendo la letra en el lado del punto medio del cráter que está más cercano a Stein.
|       | \| Stein \| Coordenadas \| Diámetro \| \| ----- \| ----------------------------- \| -------- \| \| C \| 8°54′N 178°48′O / 8.9, -178.8 \| 27 km \| \| K \| 5°12′N 180°00′O / 5.2, -180.0 \| 20 km \| \| L \| 4°36′N 179°48′O / 4.6, -179.8 \| 15 km \| \| M \| 3°48′N 178°48′E / 3.8, 178.8 \| 28 km \| \| N \| 2°12′N 178°30′E / 2.2, 178.5 \| 16 km \| |          |
| Stein | Coordenadas | Diámetro |
| C     | 8°54′N 178°48′O / 8.9, -178.8 | 27 km    |
| K     | 5°12′N 180°00′O / 5.2, -180.0 | 20 km    |
| L     | 4°36′N 179°48′O / 4.6, -179.8 | 15 km    |
| M     | 3°48′N 178°48′E / 3.8, 178.8 | 28 km    |
| N     | 2°12′N 178°30′E / 2.2, 178.5 | 16 km    |